# Aquilino Bocos Merino
Aquilino Bocos Merino, né le 17 mai 1938 à Canillas de Esgueva en Espagne, est un cardinal catholique espagnol. Professeur, fondateur d'un institut théologique, il est supérieur général des Fils du Cœur Immaculé de Marie (les Clarétains) de 1991 à 2003.

## Biographie
Né en 1938, Aquilino Bocos Merino entre chez les Missionnaires clarétains (Fils du Cœur Immaculé de Marie) en 1956. Il y prononce ses vœux perpétuels le 15 août 1959, puis est ordonné prêtre le 23 mai 1963. Il est diplômé en philosophie et en psychologie clinique.
Il est professeur dans sa congrégation, et directeur sprituel du Colegio Mayor Maronita, à Salamanque. Il dirige la revue Vida Religiosa, et participe à la fondation de l'Institut théologique de vie religieuse, à Madrid. Il est aussi le directeur de l'école Regina Apostolorum.
Aquilino Bocos Merino devient le supérieur général de sa congrégation, de 1991 à 2003. Il prend part en 1994 au synode des évêques sur la vie consacrée, puis fait partie de la Congrégation pour les instituts de vie consacrée et les sociétés de vie apostolique, de 1994 à 2004.
Il est créé cardinal par le pape François lors du consistoire du 28 juin 2018, mais sans droit de vote, du fait de son âge, ce qui l'empêche de participer aux votes du conclave de 2025 (élection de Léon XIV). Préalablement à cette création cardinalice, il est consacré évêque le 16 juin 2018 par le cardinal Fernando Sebastián Aguilar, CMF, avec le titre d'archevêque titulaire d'Urusi.